# He lücht

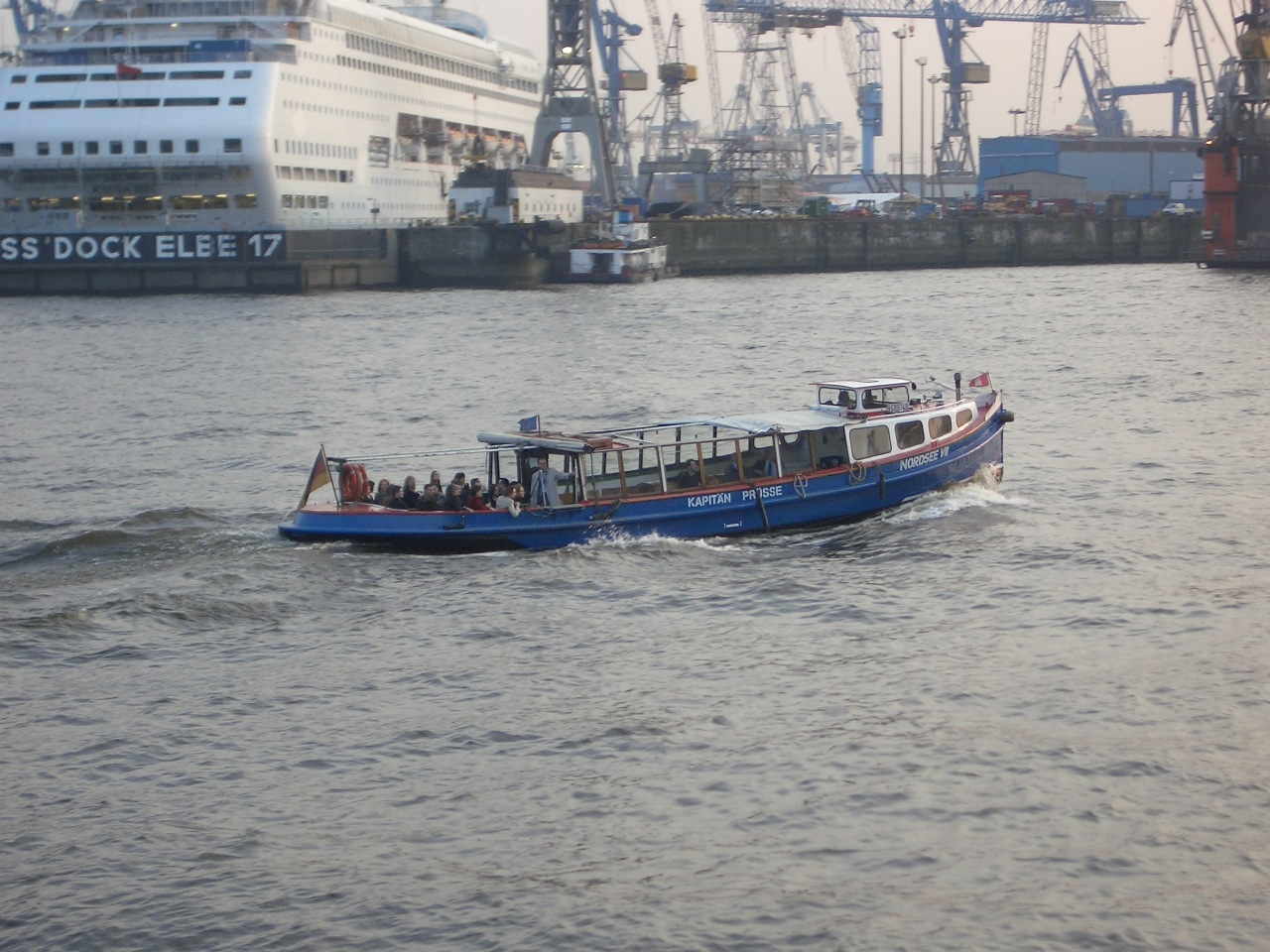
Hamburger Hafenbarkasse auf der Norderelbe.

He lücht  ist eine in Hamburg gebräuchliche Bezeichnung für Fremdenführer, insbesondere die Barkassenführer bei Hafenrundfahrten, die den Touristen neben sachlichen Informationen auch Übertreibungen, Anekdoten, harmlose Unwahrheiten und sonstiges Seemannsgarn erzählen.

## Entstehung
Als die HADAG im Jahre 1921 mit Hamburger Hafenrundfahrten begann, war die Anzahl der im Hafen und auf den Schiffen Beschäftigten sehr viel höher. Die Boote kamen auf ihren Rundfahrten regelmäßig in Rufnähe der Hafenarbeiter und Seeleute, die dadurch auch die Döntjes (Anekdoten) und den Tünkram (Flunkereien), mit dem die Barkassenführer ihre zumeist ahnungslosen Passagiere unterhielten, zu hören bekamen. Sie riefen den Touristen deshalb früher häufig auf plattdeutsch „He lücht!“, hochdeutsch „Er lügt!“, zu. Der Ausruf wandelte sich bis etwa Mitte des 20. Jahrhunderts zur Berufsbezeichnung. Schriftlich dokumentiert wurde dieses im Jahre 1956.

## Herkunft
Der Begriff „He lücht!“ ist niederdeutsch und heißt: „Er lügt!“ Da das Plattdeutsche keine genormte Rechtschreibung und Aussprache besitzt, sind auch andere Schreibweisen wie „Hey lücht“ gelegentlich zu lesen.

## Beispiele für Anekdoten und Unwahrheiten

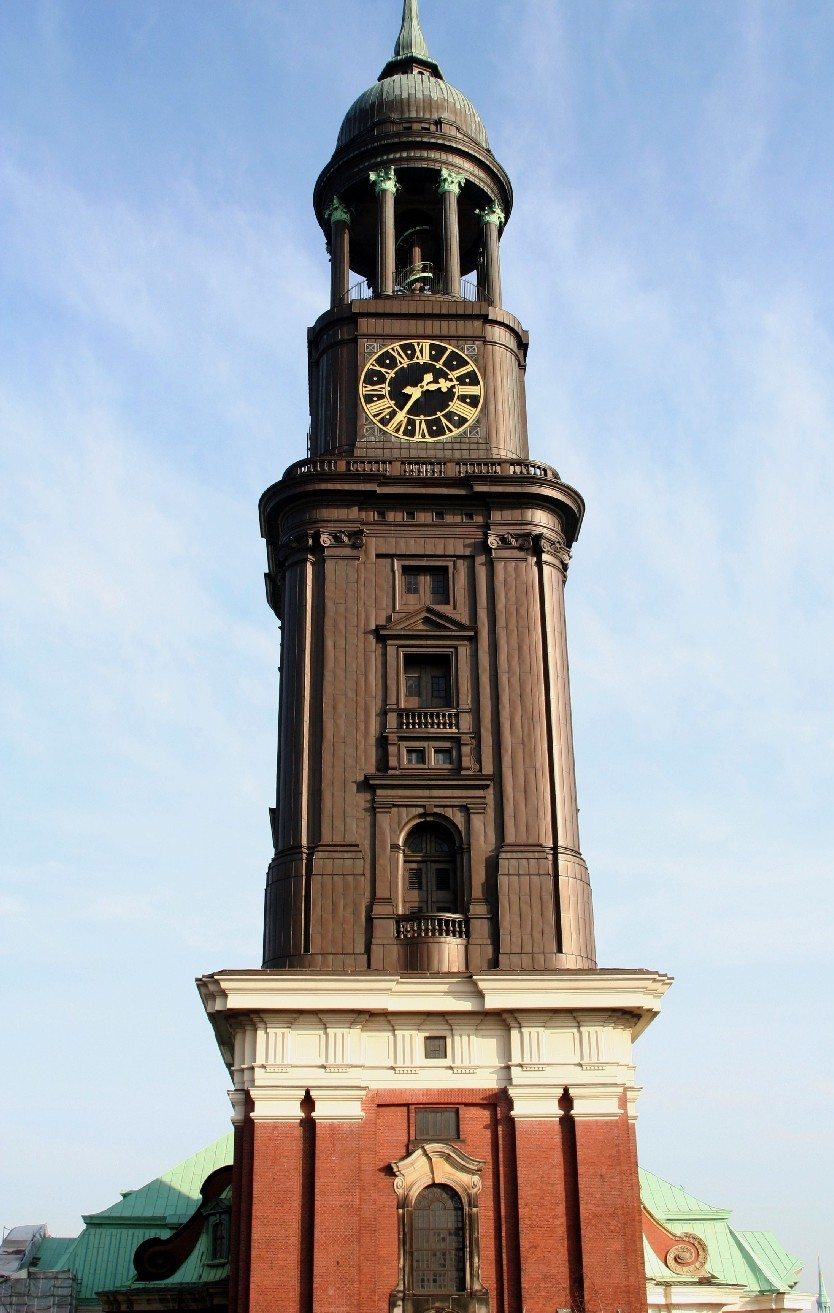
„Vom Turm des Michel aus kann man drei Meere sehen: Tagsüber das Häusermeer, nachts das Lichtermeer und bei Nebel gar nichts mehr.“
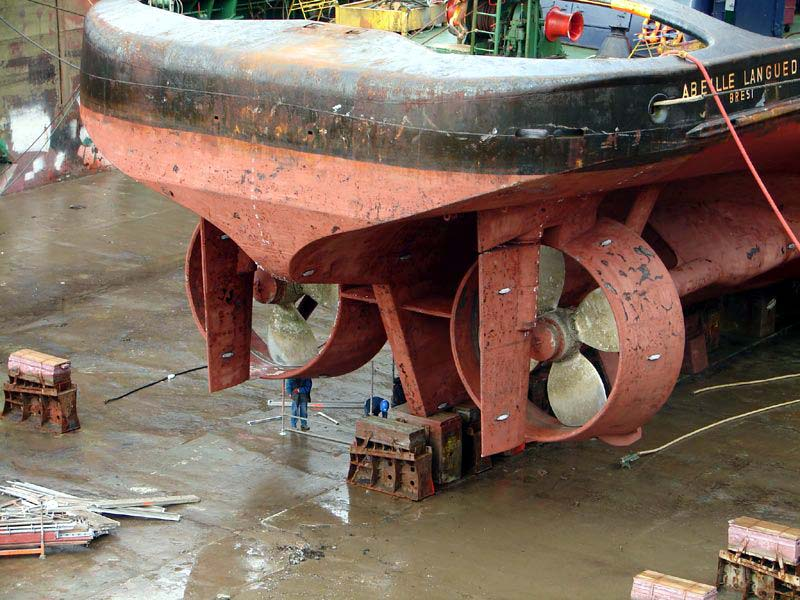
„Bei Zweischraubenschiffen, wie Sie alle wissen, ist eine Schraube für die Hinfahrt- und eine Schraube für die Rückfahrt des Schiffes vorgesehen.“
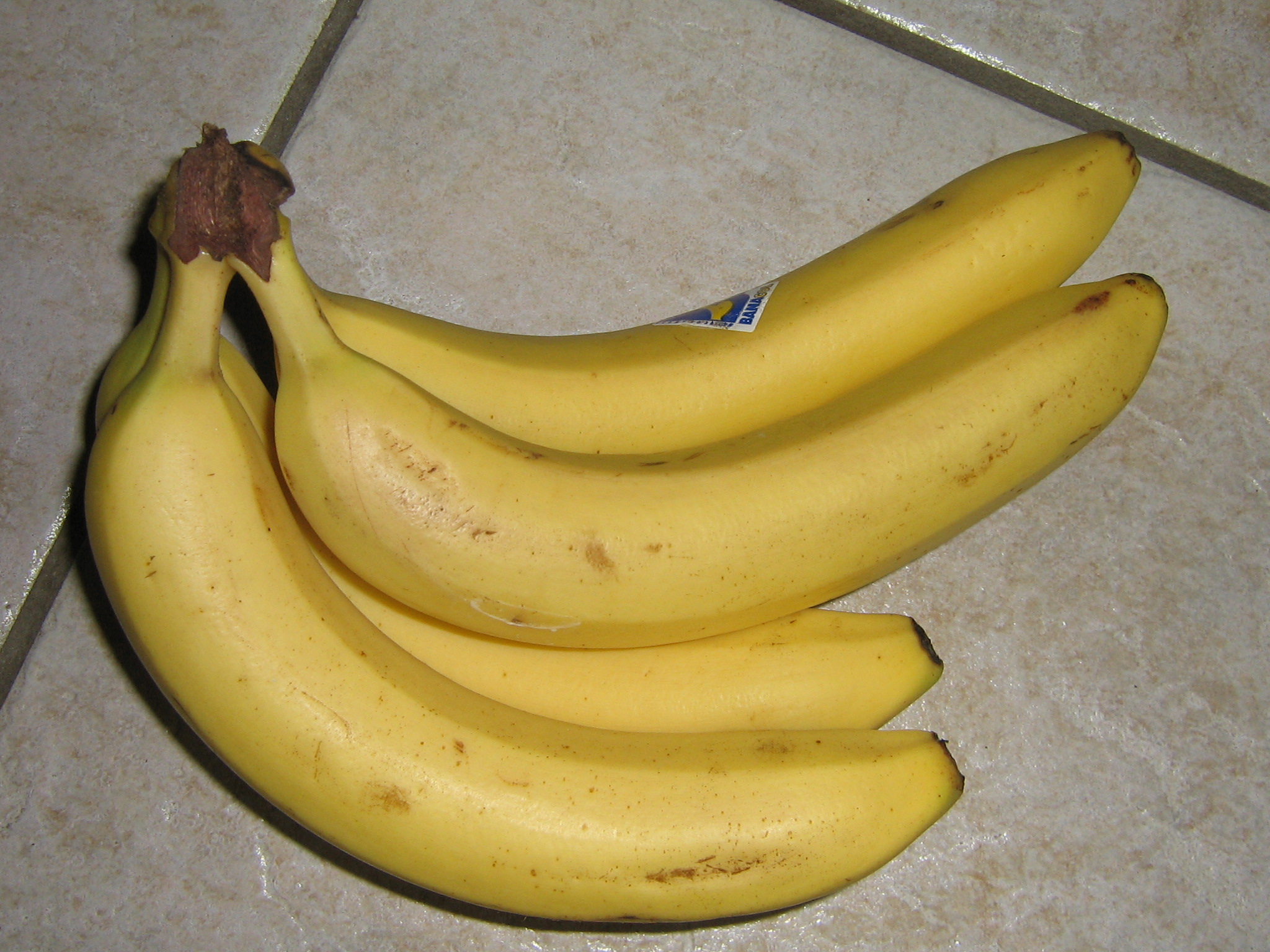
„… was den Gästen bei Hafenrundfahrten so erzählt wurde …; … dass die Bananen eigentlich gerade sind, die werden erst im Hamburger Hafen krumm gebogen.“
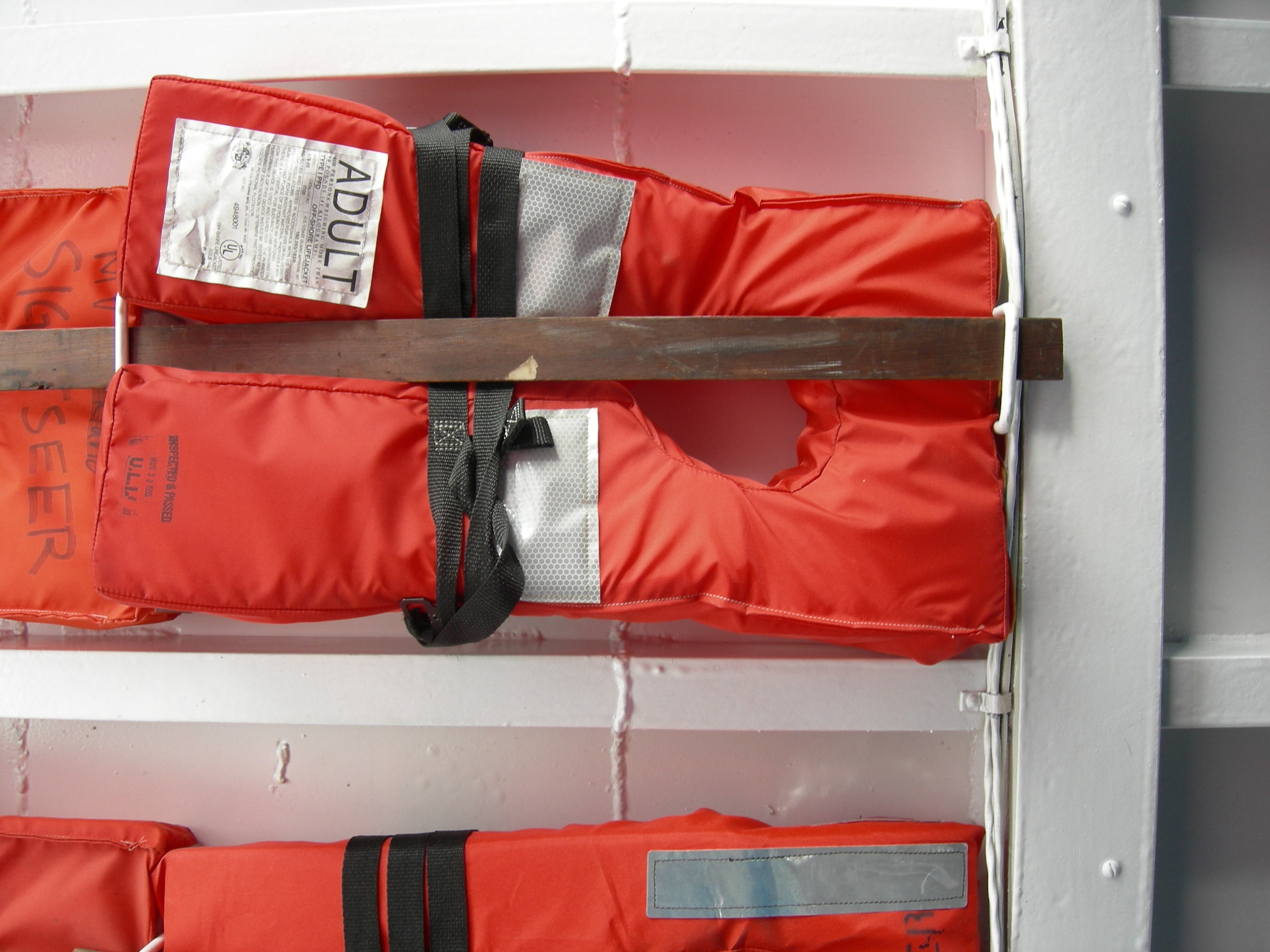
„Der Sicherheitshinweis auf die Schwimmwesten unter den Stühlen muss sein. ‚Eine davon ist mit Blei gefüllt‘, fügt Käpt’n Müller hinzu. ‚Für die Schwiegermutter.‘“

## Belege
- Daniel Tilgner: Kleines Lexikon Hamburger Begriffe. 6. Auflage, Ellert & Richter Verlag, Hamburg 2004, ISBN 3-8319-0190-2, S. 66–67.